# ديبورتيس توليما
نادي ديبورتيس توليما، المعروف باسم ديبورتيس توليما، أو ببساطة توليما، هو نادي كولومبي لكرة القدم ومقره في إيباغيه، قسم توليما، والذي يلعب حاليا في الدرجة الأولى في كولومبيا. تأسس النادي في 18 ديسمبر 1954. يلعبون مباريات المنزل في ملعب مانويل موريو تورو.

## وصلات خارجية
- الموقع الرسمي